# Cai Xuzhe
Cai Xuzhe (in cinese:  蔡旭哲; Hebei, Maggio 1976) è un astronauta cinese.
Ha partecipato alla missione di lunga durata Shenzhou 14 a bordo della Stazione spaziale Tiangong nel 2022, accumulando 182 giorni nello spazio.